# Juan de Tauste
Juan de Tauste, Juan de Tahust en grafía antigua o Giovanni de Tahust en su forma italianizada (Zaragoza, 1328-Segorbe, 1427) fue un religioso aragonés que ocupó el cargo de confesor real con Martín I de Aragón y diversas sedes episcopales en los siglos XIV y XV.

## Biografía
Probablemente originario de Zaragoza y probable hermano de Ponce de Tauste (arcediano en Zaragoza), fue miembro de la orden de San Francisco. Era doctor en teología por la universidad de París  o por la de Tolosa y había sido profesor de las Escrituras en Barcelona.  Fue lector y superior en el convento que estos tenían en Zaragoza. Bajo su mandato, se amplió y reformó el edificio a pesar de las complicaciones técnicas y financieras que hubo que superar, importándose madera de los Pirineos por vía fluvial. Llegó a ser vicario provincial de la orden.
Contaba con la confianza de los hijos del rey, Juan, y sobre todo, Martín. Fue confesor del último y le acompañó a Sicilia en 1392 cuando este tomó control de dicho reino. Cercano al nuevo rey y habiendo sido preso por los sicilianos que se oponían a Martín, fue uno de los apoyos del rey para controlar a la Iglesia siciliana. Esto formaba parte de una política deliberada dado que la iglesia siciliana se había mantenido fiel durante el Cisma de Occidente a la ortodoxia romana frente a la obediciencia a Aviñón de la Corona aragonesa. Aunque se mantuvo a los titulares en un compromiso con las instituciones de la isla, Juan recibió el control administrativo de partes del obispado de Patti y Lipari desde 1393 como contrapeso al obispo local Juan de Aragón (hermano de Bartolomeo Aragón, uno de los más poderosos nobles sicilianos). En 1395 Martín lo propuso para el obispado de Catania aunque no llegó a tomar posesión. Su gestión abarcaba parte del arzobispado de Palermo y se le refiere también como comendador de la Sagrada Mansión de Palermo. Fue nombrado en 1397 arzobispo de Monreale y cardenal según el antipapa Benedicto XIII de Aviñón. 
Regresó a España con el rey cuando este heredó la Corona de Aragón y se mantuvo como cercano al rey, que decretó en 1399 que los confesores reales habrían de proceder de la orden de los franciscanos. Asimismo, siguió impulsando la construcción y embellecimiento del convento franciscano en Zaragoza. En 1403 recibió el obispado de Huesca por nombramiento de Benedicto XIII.  Celebró un sínodo diocesano y fue embajador real ante el antipapa en 1405, intentando mediar con escaso éxito en el Cisma de Occidente.
Dejó la sede oscense en 1410 por el obispado de Segorbe-Albarracín,  de nuevo por nombramiento de Benedicto XIII. Ese año murió su protector Martín, dejando a Juan como encargo la defensa de los derechos de su nieto bastardo, Fadrique de Aragón. Durante el interregno resultante defendió su candidatura al trono infructosamente e intentó convencer a Bonifacio Ferrer, uno de los compromisarios. Finalmente, sería otro pretendiente, Fernando de Antequera, el escogido en el Compromiso de Caspe.
Como obispo de Albarracín-Segorbe, fundó un convento franciscano en Segorbe en 1413 y ordenó la construcción de una nueva sala capitular para la catedral en 1417. Ese mismo año publicó unas constituciones sinodales para la diócesis. Fue también autor de varias obras religiosas  y amigo de San Vicente Ferrer. Murió probablemente en Segorbe y fue enterrado en la capilla de San Vicente Ferrer de la catedral.

## Obras
- Constituciones sinodales de Segorbe
- Comentarios de la Sagrada Escritura, diferentes sermones y epístolas sobre memorias y sucesos de su siglo